# Sorhoanus magnus
Sorhoanus magnus är en insektsart som beskrevs av Mitjaev 1969. Sorhoanus magnus ingår i släktet Sorhoanus och familjen dvärgstritar. Inga underarter finns listade i Catalogue of Life.